# Rhizophlyctis bonseyi
Rhizophlyctis bonseyi är en svampart som beskrevs av Sparrow 1965. Rhizophlyctis bonseyi ingår i släktet Rhizophlyctis och familjen Spizellomycetaceae.   Inga underarter finns listade i Catalogue of Life.